# はっきりしようぜ
『はっきりしようぜ』は、スターダストレビューの58枚目のシングル。2020年11月25日に発売された。

## 概要
「はっきりしようぜ」は、テレビ東京系ドラマ『記憶捜査2〜新宿東署事件ファイル〜』のオープニング・テーマ。初回限定盤（CD+DVD）と通常盤の2形態で発売。

## 収録曲
特記以外作詞・作曲：根本要　編曲：佐橋佳幸
1. はっきりしようぜ
2. 偶然の再会 - Single Edit -
配信シングル。CD初収録のエディット・ヴァージョン。
3. Find My Way-2020.8.30「バラードでござーる」日比谷野外音楽堂より-
作詞：根本要/野衣美幸
編曲：スターダストレビュー
2004年発売シングル表題曲のライヴ・ヴァージョン。
4. はっきりしようぜ （Back Track）
5. 偶然の再会 - Single Edit -（Back Track）

### 初回盤DVD
1. はっきりしようぜ Music Video
2. おぼろづき -2020.8.30 「バラードでござーる」日比谷野外大音楽堂より-
3. Find My Way -2020.8.30 「バラードでござーる」日比谷野外大音楽堂より-
4. 今夜だけきっと -2020.8.30 「バラードでござーる」日比谷野外大音楽堂より-

## アンジュルムのカバー
アンジュルムのカバーが、2021年6月23日発売のシングル『はっきりしようぜ/泳げないMermaid/愛されルート A or B?』に収録された。